# 春日八郎
春日八郎（日语：春日 八郎，1924年10月9日—1991年10月22日）是日本著名歌手，出生於日本福島縣河沼郡会津坂下町塔寺。代表作为《紅燈終列車》（ / 1952年）、《阿富》（ / 1954年）、《離別的一本杉》（ / 1955年）。

## 人物

### 成為歌手
春日八郎早年立志成為歌手，後進入東洋音樂學校（現東京音樂大學）學習。畢業後在新宿唱歌打工，但卻無法走紅，對他而言，這是一段比較痛苦的日子。1948年，春日八郎在帝王唱片舉辦的第一屆歌謠比賽上表現優異，後來以歌川俊為藝名成為了職業歌手。

### 演歌歌手的第一人
所謂準專屬歌手是指沒有工資的緣故，由於前輩歌手三門順子的墊場戲唱，在被認為是新人登龍門之地的新宿的「聚樂」工作和生活，儘管如此，為了擺脫一貧如洗的生活，也有向歌謡関係人暗地裏兜售駐日美軍營區販賣部（PX, post exchange）商品的事。這樣默默無聞的第三年，讓同是準專屬的妻子惠子到作曲家江口夜詩的家裏，每天打掃衛生、揉肩膀，希望得以保存他的一首歌曲。被江口指出「低音出不來、聲音細小」，到河灘上或瓢潑大雨中做發聲練習，絕望的努力得到了回報，總算有了新歌《紅燈終列車》面世。是灌制了『紅燈終列車』的春日，不過，據說當時無名的春日估計歌曲不可能暢銷，打算沒流行的情況下進入報社，連履歷書都在寫了。曲子製作1年後的1952年，『紅燈終列車』推出後成為熱門歌曲。
1954年在歌舞伎的「與話情浮名橫櫛」（又名「被切的與三」或「阿富和與三」，講的是江戶時期藝妓阿富與雜貨店大少爺與三郎的戀愛故事）裏登場，《阿富》發售3個月30萬張，最終賣到125萬張。同年末的第5次NHK紅白歌合戰完成了首次出場。1955年《離別的一本杉》又是60萬張的大賣座，到那時為止，與流行歌曲不同質的望鄉歌謠取得成功，在流行歌的衰退期中構築了「演歌」的新天地。1967年，作為個人事務所創立了春日Promotion（現 春日Pro）。
八郎之後同屬帝王唱片的三橋美智也，加之三波春夫、村田英雄、島倉千代子們登場。日後被稱作演歌女王的美空雲雀也開始唱演歌。1960年代北島三郎、都春美等人嶄露頭角，迎接演歌的全盛時期。從這個意義上來看，春日往往被視為「演歌歌手的第一人」。演歌作為音樂種類固定下來，連續多年領導了演歌界。
再者，八郎代表作之一的《阿富》，1977年11月由Ebony・web作為《迪斯科阿富》重新填詞流行，發售兩周之內賣了20萬張。担當製作的河野次郎，談到記歌詞要費一些力氣。《迪斯科阿富》發售1個月後，20萬張突破紀念會召開，作詞的渡久地政信、春日八郎也出席，表演了迪斯科。渡久地政信感喟「也有這樣卷土重來的辦法的」。

### 晚年
晚年的1988年，在靜岡縣熱海市與交往密切的三橋、村田們結成「三人會」，召開三人一齊出席的慈善事業、音樂會等，為徘徊不前的演歌的活性化注入著力量。1989年末又在第40届NHK紅白歌合戰（第1部分）裏完成了1978年、第29次以來，隔了11年第21次的紅白演出，不過，這個成為春日一生最後的紅白出場。1990年，清水章臉上粘了很多透明膠紙，模倣春日八郎的事也成為人們的話題。《模倣珍坊》（ものまね珍坊）與清水首次共演的時候，春日「看我怎麼樣？」一邊苦笑一邊敘述著感想。
不久健康狀況下降，不能出演每次「三人會」的音樂會等，對三橋・村田從病床發送消息。「三人會」組成僅僅3年後的1991年10月22日，因為肝硬化死去，享壽67歲。

### 與會津坂下町的關係
與故鄉會津坂下町的交情也很深厚，為年少時就讀的町立八幡小學鋼琴校歌，町立第二中學的校歌、應援歌作曲。會津坂下町民歌、會津坂下音頭，他的創作和錄制致力於歌唱坂下的發展。坂下町人也感念八郎的功績，同町的杉地區（一本杉和地藏實際存在）建成了「春日八郎紀念公園・回憶館」。有遺物的展示角和卡拉ＯＫ角，八郎作品種類齊全在日本也是第一。2003年JR東日本只見線會津坂下站前廣場建成春日的銅像，2007年10月13日也豎立了《紅燈終列車》的歌謠碑。

## 代表曲
- 紅燈終列車（赤いランプの終列車/1952年）-作詞：大倉芳郎/作曲：江口夜詩
- 下雨的街角（雨降る街角/1953年）-作詞：東條寿三郎/作曲：吉田矢健治
- 街的燈台（街の燈台/1953年）-作詞：高橋掬太郎/作曲：吉田矢健治
- 吉他流浪（ギター流し/1953年）-作詞：矢野亮/作曲：吉田矢健治
- 阿富（お富さん/1954年）-作詞：山崎正/作曲：渡久地政信
- 裏町夜曲（1954年）-作詞：杉江晃/作曲：山口進
- 葫蘆Boogie（瓢箪ブギ/1954年）-作詞：高橋掬太郎/作曲：江口夜詩
- 藍色的月夜（青い月夜だ/1954年）-作詞：矢野亮/作曲：吉田矢健治
- 男人的舞台（男の舞台/1955年）-作詞：横井弘/作曲：中野忠晴
- 離別的一本杉（別れの一本杉/1955年）-作詞：高野公男/作曲：船村徹
- 流轉搖籃曲（流転子守唄/1955年）-作詞：東條寿三郎/作曲：吉田矢健治
- 月下的出嫁船（月の嫁入り舟/1956年）-作詞：横井弘/作曲；吉田矢健治
- 浮草之宿（浮草の宿/1956年）-作詞：服部鋭夫/作曲：江口夜詩
- 離別的碼頭（別れの波止場/1956年）-作詞：藤間哲郎/作曲：真木陽
- あん時ゃどしゃ降り（1957年）-作詞：矢野亮/作曲：佐伯としを
- 母親的來信（母の便り/1957年）-作詞：矢野亮/作曲：真木陽
- 故鄉遠方的天空（故郷は遠い空/1957年）-作詞：東條寿三郎/作曲：吉田矢健治
- 難對付喲（苦手なんだよ/1957年）-作詞：矢野亮/作曲：林伊佐緒
- 抱歉喲（ごめんよかんべんナ/1957年）-作詞：伊吹とおる/作曲：吉田矢健治
- 離別的燈台（別れの燈台/1958年）-作詞：高橋掬太郎/作曲：吉田矢健治
- 海猫啼的碼頭（海猫の啼く波止場/1958年）-作詞：横井弘/作曲：林伊佐緒
- 酒館居（酒屋/1958年）-作詞：横井弘/作曲：鎌多俊与
- 山中的吊橋（山の吊橋/1959年）-作詞：横井弘/作曲：吉田矢健治
- 桂樹（おケイちゃん/1959年）-作詞：横井弘/作曲：鹽谷純一
- 東京的螞蟻（東京の蟻/1959年）-作詞：横井弘/作曲：中野忠晴
- あれから十年たったかなァ（1959年）-作詞：矢野亮/作曲：渡部實
- 足摺岬（1959年）-作詞：高橋掬太郎/作曲：吉田矢健治
- 長良川旅情（1961年）-作詞：服部鋭夫/作曲：山口俊郎
- 下町坂町哭泣的町（下町坂町泣ける町/1961年）
- 風林火山之歌（風林火山の唄/1962年）-作丘灯至夫作詞生活40年記念LP「踩猫的孩子的歌專輯」（ねこふんじゃった こどもの歌アルバム） 作詞：澤登初義/作曲：古屋丈晴
- 長崎的女人（長崎の女/1963年）-作詞：たなかゆきを/作曲：林伊佐緒
- 念珠島（ロザリオの島1964年）-作詞：たなかゆきを/作曲：林伊佐緒
- 雪國的女人（雪国の女/1964年）-作詞・作曲：遠藤實
- 大阪的灯（大阪の灯/1965年）-作詞：たなかゆきを/作曲：西脇稔和
- 在碼頭等候（波止場で待ちナ/1966年）-作詞：下條ひでと/作曲：西脇稔和
- 花影之戀（花かげの恋/1967年）
- 浅草人情（1967年）
- 倉敷的女人（倉敷の女/1968年）
- 黃昏的沙丘（たそがれの砂丘/1968年）-作詞：たなかゆきを/作曲：平尾昌晃
- 泪町（なみだ町/1969年）
- 會津的女人（会津の女/1969年）
- 北酒場（北の酒場/1976年）
- 某女（或る女/1976年）
- 再會宗谷（さよなら宗谷/1978年）
- 離別了故鄉（別れた故郷/1980年）-作詞：中山大三郎/作曲：船村徹

## 電視劇
- 『森田一義時間笑一笑又何妨!』（森田一義アワー 笑っていいとも! 金田正一介紹。1989年9月26日）
- 『阿富』（お富さん 1954年、日本電視）

## 影視作品中的春日八郎
- 榎木孝明 『春日八郎物語』（1993年、東京電視）

## 備考
- 漫畫『烏龍派出所』的主人公兩津勘吉是八郎的超級粉絲。實際上，也有由於自備花束去新宿石獅子劇場的音樂會，「學校的老師那樣的地方好喲」、似乎尊敬不已的樣子。八郎去世後不久，両津也吐出「小八也死了嗎…」這句台詞。
- 在葬禮上，所有與會者合唱了『阿富』。竹下登原總理也參加了。
- 為了持續守護八郎的功績，1992年成立了「全國春日八郎緬懷會」。

## 事件
2005年10月5日，位於會津坂下站的車站站舍外牆及春日八郎的銅像被人用噴霧器塗鴉。這個事件經過電視節目播出後，成為全國知名的事情了。